# Rosema
Rosema is een geslacht van vlinders van de familie tandvlinders (Notodontidae), uit de onderfamilie Heterocampinae.

## Soorten
- R. aethra Druce, 1887
- R. albiceps Draudt, 1934
- R. aldaba Dognin, 1894
- R. amazonica Draudt, 1934
- R. apicalis Walker, 1855
- R. boliviana Draudt, 1934
- R. costalis Felder, 1874
- R. dealbata Dognin, 1901
- R. demorsa Felder, 1874
- R. dentifera Draudt, 1934
- R. deolis Cramer, 1775
- R. dolorosa Druce, 1901
- R. drucei Draudt, 1933
- R. epigena Stoll, 1790
- R. erdae Schaus, 1933
- R. eurytis Druce, 1903
- R. excavata Schaus, 1892
- R. falcata Schaus, 1906
- R. falcatella Gaede, 1934
- R. fulvipennis Butler, 1878
- R. hieroglyphica Rothschild, 1917
- R. inscita Schaus, 1892
- R. languida Schaus, 1892
- R. magniplaga Schaus, 1906
- R. marona Schaus, 1906
- R. melini Bryk, 1953
- R. mona D. Jones, 1921
- R. myops Felder, 1874

- R. nadina Schaus, 1906
- R. obliquifascia Rothschild, 1917
- R. ocama Schaus, 1939
- R. pallida Jones, 1921
- R. pallidicosta Schaus, 1906
- R. plumbeiplaga Rothschild, 1917
- R. purpusi Draudt, 1934
- R. rotunda Draudt, 1934
- R. sciritis Druce, 1890
- R. simillima Draudt, 1934
- R. simois Druce, 1890
- R. tanampaya Draudt, 1934
- R. thestia Druce, 1898
- R. tinae Thiaucourt, 1979
- R. unda Schaus, 1892
- R. vitula Druce, 1903
- R. walkeri Schaus
- R. zelica Stoll-Cramer, 1790
- R. zikani Draudt, 1934